# Південний фронт (Друга світова війна)
Півде́нний фронт — оперативно-стратегічне об'єднання радянських військ, створений зі складу Одеського військового округу, у Другій світовій війні.

## 1941—1942 роки
Офіційно Південний фронт створений згідно з Директивою НКО № 04 від 23 червня 1941 року для об'єднання дій радянських військ проти військ супротивника, що розгорнулись на території Румунії. Директивою штабу Південного фронту № 01/ОП, датованою 09.00 25 червня 1941 року, до складу новоствореного фронту увійшли:
- 18-та армія (командувач — генерал-лейтенант Смирнов А. К.) в складі:
  - 17-й стрілецький корпус (96-та, 60-та гірськострілецькі та 164-та стрілецька дивізії);
  - 16-й механізований корпус (39-та, 15-та танкові і 240-ва механізована дивізії);
  - 64-та авіаційна дивізія;
  - 45-та змішана авіаційна дивізія;
- 9-та армія (командувач — генерал-полковник Черевиченко Я. Т.) в складі:
  - 35-й стрілецький корпус (30-та гірськострілецька, 95-та і 176-та стрілецькі дивізії);
  - 14-й стрілецький корпус (25-та і 51-ша стрілецькі дивізії);
  - 48-й стрілецький корпус (74-та і 150-та стрілецькі дивізії);
  - 2-й механізований корпус (11-та і 16-та танкові, 15-та моторизована дивізії);
  - 18-й механізований корпус (44-та і 47-ма танкові, 218-та моторизована дивізії);
  - 2-й кавалерійський корпус (5-та і 9-та кавалерійські дивізії);
  - 20-та змішана авіаційна дивізія;
  - 21-ша змішана авіаційна дивізія;
  - 7-ма авіаційна дивізія;
- 9-й особливий стрілецький корпус (106-та, 156-та стрілецькі і 32-га кавалерійська дивізії);
- 55-й стрілецький корпус (130-та(інші мови), 169-та, 189-та стрілецькі дивізії;
- 7-й стрілецький корпус (93-тя, 142-га, 196-та, 206-та стрілецькі дивізії);
- 88-й винищувальний авіаційний полк;
- 131-й винищувальний авіаційний полк;
- 137-й розвідувальний авіаційний полк.

Основною задачею Південного фронту була оборона державного кордону СРСР з Румунією і знищення ворога активними діями наземних і авіаційних частин у разі його переходу чи перельоту через державний кордон СРСР.
Надалі, в різні періоди до складу фронту входили також 6-та, 12-та, 24-та, 37-ма, 51-ша, 57-ма загальновійськові армії, Приморська армія, 4-та повітряна армія.
На початку війни вів прикордонні бої, брав участь в обороні Одеси, провів Донбаську, Ростовську оборонні та наступальні операції 1941 року, Донбаську операцію 1942 та інші.
Ліквідований 28 липня 1942 року на підставі Директиви Ставки ВГК від 28 липня 1942 року. Згідно з нею всі війська фронту були підпорядковані Північно-Кавказькому фронту.

## 1943 рік
Знову створений 1 січня 1943 року в результаті перейменування Сталінградського фронту. В січні — лютому 1943 року провів операцію зі звільнення Ростова, потім брав участь у вигнані нацистських окупантів з Донбасу, блокував із суходолу кримське угрупування німців. 20 жовтня 1943 року перейменований на 4-й Український фронт.

## Командування

### Командувачі
- генерал армії Іван Тюленєв (25 червня—серпень 1941),
- генерал-лейтенант Дмитро Рябишев (серпень—жовтень 1941),
- генерал-полковник Яків Черевиченко (жовтень—грудень 1941),
- генерал-полковник Р.Малиновський (грудень 1941 — липень 1942 і лютий—березень 1943),
- генерал армії Андрій Єрьоменко (січень—лютий 1943),
- генерал армії Федір Толбухін (березень—жовтень 1943).

### Начальники штабу
- генерал-майор Шишенін Г. Д. (25 червня 1941 — 30 червня 1941);
- полковник Корженевич Ф. К. (30 червня 1941 — 17 липня 1941);
- генерал-майор Романов Ф. М. (17 липня 1941 — 30 серпня 1941);
- генерал-майор Антонов О. І. (30 серпня 1941 — 28 липня 1942).